# Cheilanthes eriophora
Cheilanthes eriophora là một loài thực vật có mạch trong họ Adiantaceae. Loài này được (Fée) Mett. miêu tả khoa học đầu tiên năm 1859.